# Claudio Orrego
Claudio Benjamín Orrego Larraín (Santiago, 20 de diciembre de 1966) es un abogado y político chileno, actual Gobernador de la Región Metropolitana de Santiago.  
Fue biministro de Estado durante la presidencia de Ricardo Lagos entre marzo y noviembre de 2000. Luego, se desempeñó como alcalde de la comuna de Peñalolén durante dos períodos consecutivos entre 2004 y 2012. Posteriormente, fue nombrado intendente de la Región Metropolitana de Santiago en 2014, cargo que ocupó hasta 2018. 
En 2013 intentó sin éxito convertirse en la carta presidencial de la opositora Nueva Mayoría para las elecciones programadas para fines de ese año. La candidatura finalmente recayó, por voto popular, en la socialista Michelle Bachelet. Fue ella quien luego lo designó en el cargo de intendente a comienzos de 2014, cargo que ocupó hasta el fin de la administración en 2018. En 2021 se convirtió en el primer gobernador de la Región Metropolitana de Santiago.

## Familia y estudios
Es hijo del político democratacristiano Claudio Orrego Vicuña y de Valentina Larraín Bunster, secretaria personal del expresidente de la República Patricio Aylwin. Y es tataranieto del político Benjamín Vicuña Mackenna.
Realizó sus estudios en el Saint George's College de la capital, siendo distinguido con el premio Best Georgian promoción 1984. Abogado por la Pontificia Universidad Católica de Chile, donde presidió su Federación de Estudiantes (Feuc), también obtuvo un máster en políticas públicas por la Universidad de Harvard, en los Estados Unidos.
Durante los años de la dictadura militar de Augusto Pinochet participó en el Movimiento contra la Tortura Sebastián Acevedo.
Estuvo casado con Francisca Morales, con quien tiene cuatro hijos.

## Carrera política

### Inicios
Entre 1996 y 2000 fue concejal por Peñalolén.
El 11 de marzo de 2000 asumió como biministro de Vivienda y Bienes Nacionales del presidente socialista Ricardo Lagos.
Fue vicepresidente de desarrollo de negocios de Sonda desde junio de 2001, cargo al que renunció para postular a la alcaldía de Peñalolén en 2004, resultando vencedor con un 48,60 % de los votos.

### Alcalde de Peñalolén
Entre sus proyectos más emblemáticos como alcalde se cuentan tres nuevos consultorios de calidad superior a la habitual, el fin de la toma Nazur y la construcción de un parque en tales terrenos, una nueva comisaría en el sector de Lo Hermida, el centro cultural y polideportivo Chimkowe, la instalación de dos escuelas innovadoras de la estadounidense Microsoft y la creación de una Gerencia de Vivienda Municipal para resolver la situación de miles de allegados.
En 2007, en una premiación realizada por Radio Agricultura, fue elegido por sus pares, junto a Johnny Carrasco (alcalde de Pudahuel), como el mejor edil de la Región Metropolitana. Dicha distinción también fue recibida al año siguiente en una votación coordinada por el diario La Segunda, que consultó a todos los parlamentarios de Chile y seis de los centros de estudios de gobierno más prestigiosos del país.
En las elecciones municipales de octubre de 2008 fue reelecto con el 58,42 % de los votos (46 419 votos). Su partido, sin embargo, sufrió una fuerte crisis electoral que llevó a la renuncia de su presidenta, la senadora Soledad Alvear. Orrego fue mencionado como posible sucesor del diputado Jorge Burgos, quien estaba interinamente al frente del partido. Sin embargo, su candidatura no logró instalarse, dejando fuera del poder partidario al grupo de los llamados Príncipes, facción integrada por militantes como Alberto Undurraga o Ignacio Walker.

### Precandidato presidencial e intendente

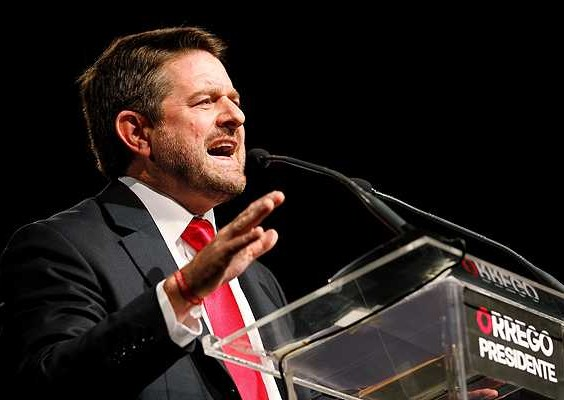
Orrego en medio de un discurso de su campaña de 2013.

En marzo de 2012, Orrego hizo oficial su intención de ser precandidato por su partido de cara a la elección presidencial de fines de 2013.
Tal nominación la alcanzó en enero de este último año, tras superar en una elección primaria nacional a la otra aspirante, la senadora por el Maule Sur, Ximena Rincón. El 13 de abril fue proclamado oficialmente candidato del partido a la primaria de la Concertación del 30 de junio.
En dicha contienda resultó tercero de entre los cuatro candidatos de la Nueva Mayoría, con un 8,86% (189 582 votos), siendo superado por la socialista Michelle Bachelet (73,05%) y el independiente Andrés Velasco (13,00%).
Luego del triunfo presidencial de Bachelet, fue designado como intendente de la Región Metropolitana de Santiago, cargo que ejerció entre marzo de 2014 y marzo de 2018.

### Gobernador de la Región Metropolitana de Santiago
En 2020 lanzó su candidatura a la gobernación regional metropolitana de Santiago, logrando conseguir el cargo en una estrecha segunda vuelta contra la representante del Frente Amplio, Karina Oliva. Asumió el cargo el 14 de julio de 2021, convirtiéndose en el primer gobernador regional de la Región Metropolitana de Santiago.
En septiembre de 2022 renunció a la Democracia Cristiana, partido en el que militó por más de treinta años.
En 2024 reunió las firmas para competir como candidato independiente en las elecciones de gobernadores regionales de 2024 y logró pasar a la segunda vuelta para competir contra el representante de Chile Vamos, Francisco Orrego.

## Controversias

### Proyecto eje Alameda-Providencia
En 2019 la iniciativa para remodelar completamente el eje Alameda-Providencia en Santiago fue desechada por el gobierno, debido a que la propuesta original no fue aprobada técnicamente ni estaban disponibles los recursos que inicialmente se contemplaban para su construcción. Su gestación anunciada en 2015 por el intendente Claudio Orrego contó con un concurso internacional, un proceso de diseño y consultas ciudadanas que tuvieron un costo de 4 827 000 000 CLP.

### Investigación por Caso ProCultura
En el marco del denominado Caso Convenios, el Gobierno Regional Metropolitano de Santiago, liderado por Claudio Orrego, suscribió en septiembre de 2022 un convenio con la Fundación ProCultura por un monto de $1.683.788.000 CLP, destinado a financiar el programa de prevención del suicidio “Quédate”, desarrollado en colaboración con diversas organizaciones, entre ellas las fundaciones Katy Summer, Míranos, Círculo Polar, Para la Confianza, Todo Mejora y José Ignacio.
En noviembre de 2023, y tras el retraso en el pago de prestaciones por parte de la fundación, el Gobierno Regional puso término anticipado al convenio, exigió la restitución de los fondos no ejecutados, activó el cobro de pólizas de garantía y presentó una demanda civil y penal contra ProCultura y su representante legal por presunta apropiación indebida de fondos públicos.
En noviembre de 2024, el Séptimo Juzgado de Garantía de Santiago admitió a tramitación una solicitud de ampliación de la querella contra Claudio Orrego, imputándole los presuntos delitos de fraude al fisco, malversación de caudales públicos, negociación incompatible y tráfico de influencias. La investigación se encuentra en curso y no se ha dictado una resolución judicial definitiva.

### Irregularidades en dineros de campaña a reelección
El 4 de junio de 2025, la Contraloría General de la República emitió un informe que señala la utilización de recursos públicos por parte de Orrego para su campaña de reelección como gobernador de la Región Metropolitana. De acuerdo con el informe, en 2024 el Gobierno Regional Metropolitano contrató un servicio de asesoría especializada sobre líneas de apoyo para la gestión institucional GS 2024, y el ente contralor constató que de las 28 reuniones a las que tuvo acceso, al menos 16 de estas no cumplían con el objetivo de la entidad, si no que iban en beneficio de la campaña a la reelección de Claudio Orrego como gobernador. Tras este informe, la fiscalía sumó una nueva causa penal en contra de Orrego.

## Historial electoral

### Elecciones municipales de 1996
- Elecciones municipales de 1996, para el Concejo Municipal de Peñalolén.[31]

(Se consideran candidatos con sobre el 2% de los votos y electos, de un total de 30 candidatos)
| Candidato                   | Pacto                          | Partido | Votos  | %      | Resultado |
| --------------------------- | ------------------------------ | ------- | ------ | ------ | --------- |
| Carlos Alarcón Castro       | Unión por Chile                | ILD     | 18 223 | 24,15% | Alcalde   |
| Claudio Orrego Larraín      | Concertación por la Democracia | PDC     | 16 446 | 21,79% | Concejal  |
| Nibaldo Mora Ortega         | Unión por Chile                | UDI     | 7 358  | 9,75%  | Concejal  |
| Leonardo Guerra Medina      | Concertación por la Democracia | PPD     | 6 295  | 8,34%  | Concejal  |
| Sergio Guerra Soto          | Unión por Chile                | RN      | 3 938  | 5,22%  | Concejal  |
| Washington Leon Olivares    | La Izquierda                   | PCCh    | 2 076  | 2,75%  |           |
| Andrés Montero Cavieres     | Concertación por la Democracia | PS      | 2 093  | 2,77%  |           |
| Luis Barrera Poblete        | Concertación por la Democracia | PS      | 1 862  | 2,47%  |           |
| Juan Carlos González Castro | Concertación por la Democracia | PPD     | 1 728  | 2,29%  |           |
| Andrea López Zárate         | Concertación por la Democracia | PDC     | 1 379  | 1,83%  | Concejala |
| Raúl Zuleta Bustos          | Unión por Chile                | ILD     | 457    | 0,61%  | Concejal  |

### Elecciones municipales de 2004
- Elecciones municipales de 2004, para la alcaldía de Peñalolén.[32]

| Candidato                | Pacto                          | Partido | Votos  | %      | Resultado |
| ------------------------ | ------------------------------ | ------- | ------ | ------ | --------- |
| Claudio Orrego Larraín   | Concertación por la Democracia | PDC     | 37 322 | 48,60% | Alcalde   |
| Carlos Alarcón Castro    | Alianza                        | ILB     | 35 312 | 45,99% |           |
| Susana Córdova Rodríguez | Juntos Podemos                 | PH      | 4 155  | 5,41%  |           |

### Elecciones municipales de 2008
- Elecciones municipales de 2008, para la alcaldía de Peñalolén.[33]

| Candidato                | Pacto                    | Partido | Votos  | %      | Resultado |
| ------------------------ | ------------------------ | ------- | ------ | ------ | --------- |
| Claudio Orrego Larraín   | Concertación Democrática | PDC     | 46 419 | 58,42% | Alcalde   |
| Carlos Alarcón Castro    | Alianza                  | ILE     | 29 030 | 36,53% |           |
| Susana Córdova Rodríguez | Juntos Podemos Más       | PH      | 4 003  | 5,03%  |           |

### Primarias presidenciales del Partido Demócrata Cristiano de 2013
- Primarias presidenciales del Partido Demócrata Cristiano de 2013, para definir candidato a la Presidencia de la República.

|  | 59,21 % |

|  | 40,79 % |

### Primarias presidenciales de la Nueva Mayoría de 2013
- Primarias presidenciales de la Nueva Mayoría de 2013, para definir candidato a la Presidencia de la República.

|  | 73,06 % |

|  | 5,06 % |

|  | 8,85 % |

|  | 13,01 % |

Considera 13 536 mesas escrutadas de un total nacional de 13 541 (SERVEL).

### Primarias de gobernadores regionales de 2020
- Primarias de Gobernadores Regionales de la Unidad Constituyente de 2020, para la Región Metropolitana de Santiago.

|  | 53,31 % |

|  | 25,22 % |

|  | 21,47 % |

### Elecciones de gobernadores regionales de 2021
- Elecciones de Gobernadores Regionales 2021, para gobernador por la Región Metropolitana de Santiago (Primera vuelta).

|  | 25,51 % |

|  | 23,37 % |

|  | 15,19 % |

|  | 14,92 % |

|  | 10,67 % |

|  | 6,68 % |

|  | 2,12 % |

|  | 1,55 % |

|  | 96,69 % |

|  | 1,45 % |

|  | 1,87 % |

|  | 100 % |

|  | 45,31 % |

- Elecciones de Gobernadores Regionales 2021, para gobernador por la Región Metropolitana de Santiago (Segunda vuelta).

|  | 52,71 % |

|  | 47,29 % |

|  | 98,94 % |

|  | 0,72 % |

|  | 0,35 % |

|  | 100 % |

|  | 25,67 % |

### Elecciones de gobernadores regionales de 2024
- Elecciones de gobernadores regionales de 2024, para gobernador por la Región Metropolitana de Santiago (Primera vuelta).[34]

|  | 38,58 % |

|  | 27,60 % |

|  | 15,19 % |

|  | 14,92 % |

|  | 10,67 % |

|  | 6,68 % |

|  | 2,12 % |

|  | 1,55 % |

|  | 84,60 % |

|  | 9,41 % |

|  | 5,99 % |

|  | 100 % |

|  | 83,39 % |